# Diachronisme
Un diachronisme (du grec dia, à travers + chronos, temps + -isme ), ou dépôt diachrone, désigne, en géologie, une formation rocheuse sédimentaire dont les différents matériaux constitutifs, bien que de nature similaire, varient en âge selon l'endroit où ils se sont déposés.
Le phénomène survient généralement à la suite d’une transgression ou d’une régression marine ou du développement progressif d’un delta. À mesure que le littoral avance ou recule, une succession de dépôts continus représentant différents environnements (par exemple plage, eaux peu profondes, eaux profondes) peut être laissée sur place. Bien que chaque type de dépôt (faciès ) puisse être continu sur une vaste zone, son âge varie selon la position du littoral au fil du temps.
Un exemple sont les lits sableux proches de la fin du Carbonifère inférieur de l'ouest de l'Angleterre (le grès Drybrook de la Forêt de Dean). Leur dépôt a commencé beaucoup plus tard dans la région de Bristol que plus au nord.
La détection de lits diachrones peut être assez problématique puisque les assemblages de fossiles ont tendance à migrer géographiquement avec leur environnement de formation. Ils sont généralement révélés par la présence d'espèces marqueurs, des fossiles qui peuvent être datés de manière fiable à partir d'autres gisements.

## Autres usages
Le terme de diachronsime peut également s'appliqer à d'autres caractéristiques d'âges variables, telles que les surfaces d'érosion ou les zones de soulèvement. Il est également parfois utilisé pour les fossiles qui apparaissent sporadiquement à différents moments et dans différents endroits en raison de migrations ; un tel usage est toutefois considéré par certains auteurs comme fautif.
En dehors de la géologie, l'adjectif diachrone (diachronous), est utilisé en bibliothéconomie universitaire dans le contexte de « l'obsolescence diachrone » pour décrire la réduction de l'utilité d'un livre ou d'un volume de revue sur plusieurs années.